# Munitionsbergungsdienst der DDR
Der Munitionsbergungsdienst der DDR war in der DDR für die Aufgabe der Kampfmittelbeseitigung im zivilen Bereich zuständig. Anders als in den meisten anderen Ländern der Welt war hierfür nicht das Militär zuständig.

## Vorgeschichte
Die Notwendigkeit, nicht zur Wirkung gekommene Kampfmittel unschädlich zu machen, verstärkte sich aufgrund der Globalisierung der Kriege (die Kampfhandlungen waren bis zum Ersten Weltkrieg räumlich noch relativ begrenzt), insbesondere während des Zweiten Weltkrieges.
Strategische Bombardierungen von Rüstungsindustrie, militärischen Einrichtungen, aber auch die gezielten Angriffe gegen Wohngebiete der Großstädte brachten neben den direkten Wirkungen auch die Gefahr durch nicht zur Wirkung gelangte Kampfmittel, sogenannte Blindgänger. Die Aufgabe der Beseitigung dieser Blindgänger oblag den verschiedenen Organisationen von Heer, Luftwaffe und Marine für militärische Einrichtungen, oftmals wurden diese auch zur Unterstützung der Fachkräfte der zivilen Luftschutzorganisationen wie z. B. des SHD (Sicherheits- und Hilfsdienst) bzw. der Luftschutzpolizei und der Technischen Nothilfe eingesetzt.
Zusätzlich zu diesen Bombenblindgängern wurde zum Kriegsende hin mit der kompletten militärischen Eroberung Deutschlands Kampfmittel in großer Menge eingesetzt und somit entsprechende Blindgänger „produziert“. Ebenso wurde durch die zurückweichenden deutschen Truppen Ausrüstung und Munition in immensen Mengen zurückgelassen oder durch Sprengungen unbrauchbar gemacht, hierbei aber häufig nur „in die Luft gejagt“ und großflächig verteilt. In den Städten lag Flakmunition neben aufgegebenen Stellungen. Waffen und Munition des Volkssturms lag neben den Straßensperren. In den Bahnhöfen standen z. T. ganze Güterzüge voll mit Munition.
Minenfelder wurden im Zuge der militärischen Besetzung durch die alliierten Truppen umgangen oder lediglich in der Form von schmalen Gassen durchgängig gemacht.

## Lage 1945
Nach der bedingungslosen Kapitulation des Dritten Reiches, als die Notwendigkeit der Beseitigung all dieser Kampfmittel am größten war, standen die bisher mit dieser Aufgabe betrauten Organisationen nicht mehr zur Verfügung.
Im Bereich der Sowjetischen Besatzungszone (SBZ) wurde mit dem Befehl Nr. 3 des Obersten Chefs der sowjetischen Militäradministration (SMAD) vom 15. Juni 1945 verfügt:
„1. Alle oder jede einzelne der folgenden Waffen, Munition oder Gegenstände im Besitz der örtlichen Verwaltungsorgane, Betriebe und Einzelpersonen, … müssen unversehrt erhalten und in gutem Zustande in der Zeit vom 17. bis 23. Juni 1945 den Militärkommandanten übergeben werden.:
a) Waffen, Munition, Sprengstoffe, …
…
3. Um Entwendungen und Verbergen von Waffen zu verhindern, haben die örtlichen Verwaltungsorgane sorgfältige Untersuchungen von Gebäuden, Wäldern, Feldern sowie Betriebsanlagen durchzuführen. Die vorgefundenen Waffen, Munition, Sprengstoffe und Ausrüstungsgegenstände sind dem zuständigen Militärkommandanten abzuliefern.
…“
(Es ist offensichtlich, dass der vorgesehene Zeitraum bis zum 23. Juni 1945 etwas zu optimistisch war.)
Bis Ende 1946 wurden Kampfmittel zunächst nur im Rahmen der Aufräumarbeiten nach Notwendigkeit gesucht und durch Sprengen oder Versenken in Gewässern beseitigt. Diese Aufgabe übernahmen spezielle Truppenteile der Roten Armee, aber auch schon Spezialisten der ab Mai 1945 aufgestellten örtlichen Sicherheitsorgane. Weiterhin wurden private Firmen eingesetzt, um die vorhandenen Schrottmengen zu demilitarisieren und zu entsorgen. Hierbei wurden aber auch Kampfmittel geborgen und zerlegt, um die Rohstoffe wie Stahl, Kupfer etc. wiederzugewinnen. Auftraggeber dieser Firmen waren die zuständigen Landesregierungen, allerdings wurden diese Arbeiten durch die Kontrollgruppe der SMAD streng überwacht.

## Regiebetriebe Abrüstung
Im Jahr 1950 wurde auf Weisung des Ministeriums des Innern (MdI) die gesamte Kampfmittelbeseitigung den Landesbehörden der Deutschen Volkspolizei (DVP) übertragen. Hierzu wurden entsprechende Wirtschaftsbetriebe gegründet, die den Namen Regiebetrieb Abrüstung erhielten:
- für die Landesbehörde Mecklenburg mit Sitz in Schwerin
- für die Landesbehörde Brandenburg mit Sitz in Potsdam
- für die Landesbehörde Sachsen/Anhalt mit Sitz in Magdeburg
- für die Landesbehörde Thüringen mit Sitz in Weimar (später Erfurt)
- für die Landesbehörde Sachsen mit Sitz in Dresden
- für den Ostsektor Berlins wird das Präsidium der DVP zuständig

Anmerkung: In Sachsen wurde bereits 1949 auf Anordnung der damaligen Landesverwaltung bei der Hauptwerkstatt der Landespolizeibehörde eine Abteilung „Vernichtung von Kriegstechnik“ eingerichtet.
Am 14. November 1950 veröffentlichte die Hauptverwaltung Ausbildung eine „Anleitung über das Absuchen von Gelände, das mit Minen, Blindgängern und sonstiger Munition verseucht ist“. Einen Tag später erließ die Hauptverwaltung für Ausbildung den Befehl Nr. 442/50 über „Die Behandlung und Beseitigung von Blindgängern, Minen, Sprengstoffen und anderer Fundmunition“. Damit erfolgte in der DDR – im Gegensatz zu dem föderalistischen System der Bundesrepublik mit der Kampfmittelbeseitigung in Länderhoheit – die Organisation der Kampfmittelbeseitigung zentral für die gesamte DDR.

## Munitionsbergungsbetriebe
Mit dem „Gesetz über die weitere Demokratisierung des Aufbaus und der Arbeitsweise der staatlichen Organe in den Ländern in der Deutschen Demokratischen Republik“ vom 23. Juli 1952 erfolgte im Zuge der Auflösung der Länder und der Einrichtung der Bezirke die Neueinteilung der Zuständigkeitsbereiche für die Regiebetriebe, die aber territorial überwiegend die alten Landesgebiete umfassten:
- der Regiebetrieb Schwerin für die Bezirke Schwerin, Rostock und Neubrandenburg,
- der Regiebetrieb Potsdam für die Bezirke Potsdam, Cottbus und Frankfurt (Oder),
- der Regiebetrieb Magdeburg für die Bezirke Magdeburg und Halle,
- der Regiebetrieb Erfurt für die Bezirke Erfurt, Gera und Suhl,
- der Regiebetrieb Dresden für die Bezirke Dresden, Leipzig und Karl-Marx-Stadt,
- der Regiebetrieb Berlin für Berlin-Ost

Im Jahr 1957 wurden die Regiebetriebe (mit damals ca. 400 Beschäftigten) in „Munitionsbergungsbetrieb der Deutschen Volkspolizei“ umbenannt. Am 1. Juni 1963 erließ der Innenminister der DDR „… zur Gewährleistung des Schutzes von Leben und Gesundheit und der Erhaltung der Arbeitskraft der Angehörigen der Munitions-Bergungsbetriebe der DVP bei ihrer gefahrvollen Tätigkeit …“ eine zentrale „Betriebsanweisung für die Munitions-Bergungsbetriebe der DVP“.

## Munitionsbergungsdienst der Deutschen Volkspolizei
1975 erfolgte schließlich eine erneute Umbenennung, es wurde die Bezeichnung „Munitionsbergungsdienst der Deutschen Volkspolizei“ eingeführt. Leiter der Munitionsbergungsdienste waren Spezialisten, die zwar einen entsprechenden Dienstgrad der Volkspolizei aufwiesen (Major oder Hauptmann), ihren täglichen Dienst allerdings überwiegend in Zivil versahen.
Weiteres Fachpersonal waren die Brigadeleiter, die nach entsprechenden internen Schulungen die Brigadeleiterprüfung absolviert hatten. Zusätzliche Qualifikationen für die Durchführungen von Sprengungen („Sprengschein“) sowie die Qualifikation zum Entschärfen von Abwurfmunition kam für ausgewähltes Personal hinzu.
Eine zusätzliche Aufgabe für die Spezialisten des MBD ergab sich mit der Behandlung sprengstoffverdächtiger Gegenstände (SVG), heute USBV genannt.
Anmerkung: Im MBD Magdeburg gab es in den 1980er Jahren eine reine Frauenbrigade unter der Leitung von Waltraud Teichert. Diese Brigade wurde auf Grund ihrer Leiterin und Stellvertreterin als Frauenbrigade bezeichnet. Es gehörten 6 Männer zur Brigade.

## Der MBD nach der Wende
Nach der Wiedervereinigung Deutschlands und der Neugründung der neuen Bundesländer wurden die Zuständigkeiten für die Kampfmittelbeseitigung neu geregelt. Während zu DDR-Zeiten ausschließlich der staatliche MBD mit „Fundmunition“ umgehen durfte, wurde ab 1990 auch im Osten Deutschlands die Beauftragung von zivilen Fachfirmen durchgeführt.
In Mecklenburg-Vorpommern wurde der MBD aus dem Bereich der Polizei herausgelöst und nach dem Vorbild Schleswig-Holsteins beim Katastrophenschutz angesiedelt. Mit der Integration als „Munitionsbergungsdienst Mecklenburg-Vorpommern (MBD M-V)“ in das Landesamt für Katastrophenschutz am 1. Juli 1990 wurden insgesamt 77 Mitarbeiter (4 Angestellte und 73 Arbeiter) übernommen. Durch Umorganisationen der Ämter ist der MBD M-V heute wieder im Bereich der Polizei, als Dezernat des Landesamtes für zentrale Aufgaben und Technik der Polizei, Brand- und Katastrophenschutz. Dieser Dienst ist der einzige, der heute weiterhin den Namen „Munitionsbergungsdienst“ trägt.
In Brandenburg wurde der MBD zunächst als eigenständige Behörde unter der Bezeichnung „Staatlicher Munitionsbergungsdienst (St. MBD)“ weitergeführt. Zwischenzeitlich ist er seit dem Jahr 2007 im Bereich des Zentraldienstes der Polizei des Landes Brandenburg als „Kampfmittelbeseitigungsdienst (KMBD)“ etabliert.
In Sachsen-Anhalt ist der frühere MBD im Technischen Polizeiamt als „Kampfmittelbeseitigungsdienst (KBD)“ verankert, in Sachsen in der Landespolizeidirektion Zentrale Dienste ebenfalls als „Kampfmittelbeseitigungsdienst“.
Im Land Berlin wurde die Aufgabe der Kampfmittelbeseitigung durch die Kampfmittelbeseitiger der ehem. West-Berliner Polizei übernommen.
In Thüringen wurde der MBD zunächst weiter als staatlicher Dienst geführt, aber Mitte der 1990er Jahre privatisiert. Heute übernimmt eine private Kampfmittelräumfirma die Entschärfung, den Transport, die Lagerung sowie die Vernichtung von Kampfmitteln, mit der Verwaltungsvorschrift über Zuständigkeiten von Behörden und Einrichtungen im Geschäftsbereich des Thüringer Innenministeriums vom 23. November 2005 ist das Landesverwaltungsamt für die „Gefahrenabwehr …, einschließlich Aufsicht über die beauftragten Unternehmen …“ verantwortlich.